# Aqqaluartaa Olsen
Aqqaluartaa Olsen (* 30. Juni 1991 in Sisimiut) ist ein grönländischer ehemaliger Biathlet.

## Karriere
Aqqaluartaa Olsen nahm in Canmore an seinen ersten Junioren-Weltmeisterschaften im Biathlon teil und belegte die Plätze 42 im Einzel, 49 im Sprint und 50 in der Verfolgung. Ein Jahr später wurde er in Torsby 76. im Einzel und 64. des Sprints. Es folgte die Teilnahme an den Juniorenrennen der Biathlon-Europameisterschaften 2010 in Otepää. Der Grönländer wurde 56. des Sprints und beendete das Einzel und die Verfolgung nicht. 2011 bestritt er in Nové Město na Moravě seine ersten Rennen bei den Männern im IBU-Cup. Bei seinem ersten Einzel kam er auf den 89. Platz. Es folgte eine dritte Teilnahme an einer Junioren-WM, dieses Mal in Nové Město. Im Einzel erreichte er einen 41. Platz und wurde im Sprint 74. Danach kam er in Chanty-Mansijsk bei den Biathlon-Weltmeisterschaften 2011 zu seinen ersten WM-Einsätzen. Im Einzel kam er auf den 115., im Sprint auf den 113. Platz. 2012 beendete er seine Karriere.

## Biathlon-Weltcup-Platzierungen
Die Tabelle zeigt alle Platzierungen (je nach Austragungsjahr einschließlich Olympische Spiele und Weltmeisterschaften).
- 1.–3. Platz: Anzahl der Podiumsplatzierungen
- Top 10: Anzahl der Platzierungen unter den ersten zehn (einschließlich Podium)
- Punkteränge: Anzahl der Platzierungen innerhalb der Punkteränge (einschließlich Podium und Top 10)
- Starts: Anzahl gelaufener Rennen in der jeweiligen Disziplin
- Staffel: inklusive Mixed- und Single-Mixed-Staffeln

| Platzierung                    | Einzel | Sprint | Verfolgung | Massenstart | Staffel | Gesamt |
| ------------------------------ | ------ | ------ | ---------- | ----------- | ------- | ------ |
| 1. Platz                       |        |        |            |             |         |        |
| 2. Platz                       |        |        |            |             |         |        |
| 3. Platz                       |        |        |            |             |         |        |
| Top 10                         |        |        |            |             |         |        |
| Punkteränge                    |        |        |            |             |         |        |
| Starts                         | 1      | 1      |            |             |         | 2      |
| Stand: nach der Saison 2010/11 |        |        |            |             |         |        |